# Khaled Al-Rashidi
Khaled Al-Rashidi (20 de abril de 1987) é um futebolista profissional kuwaitiano que atua como goleiro.

## Carreira
Khaled Al-Rashidi representou a Seleção Kuwaitiana de Futebol na Copa da Ásia de 2015.